# West Camel
West Camel – wieś w Anglii, w hrabstwie Somerset, w dystrykcie (unitary authority) Somerset. Leży 48 km na południe od miasta Bristol i 181 km na zachód od Londynu. W 2002 miejscowość liczyła 490 mieszkańców.